# Francisco Antonio Noguerol Freijido
Francisco Noguerol és un exfutbolista gallec, nascut a Cea el 9 de juliol de 1976. Actualment és l'entrenador de l'Albacete Balompié B, de la tercera divisió.
Format al planter del Celta de Vigo. Seria cedit a altres equips gallecs abans de debutar amb el Celta a la màxima categoria, jugant quatre partits de la temporada 00/01.
Sense continuïtat en l'esquadra viguesa, el defensa fitxa per l'Elx CF, on ja seria titular amb 40 partits. Una condició que no perdria en tota la dècada, tot jugant en altres equips de Segona Divisió, com la UD Salamanca, l'Albacete Balompié o de nou el Celta de Vigo.
Ha jugat en tres ocasions amb la selecció gallega de futbol.